# Цивилизација
Цивилизација је свако комплексно друштво карактерисано урбаним развојем, друштвеном стратификацијом наметнутом од стране културне елите, симболичним системима комуникације (на пример, системима писања), и перципираном одвојеношћу и доминацијом над животном средином. Речју цивилизација означава виши степен развоја људског друштва. Цивилизовано друштво, у односу на праисторијско, користи писмо, поседује висок степен специјализованих знања и умећа, и има заједничку управу, која настаје из природне потребе људи да живе безбедно и према устаљеном реду. Цивилизације се могу поделити на више периода. У древне цивилизације спадају цивилизације старих Египћана, Кинеза, Индијаца, Асираца, Вавилонаца, Јевреја, Персијанаца, као и прекоморске цивилизације Инка, Маја и Астека. Античка цивилизација се односи на достигнућа које су нам дали стара Грчка и стари Рим.
Цивилизације су интимативно повезане и често додатно дефинисане другим социо-политичко-економским карактеристикама, укључујући централизацију, доместикацију људи и других организама, специјализацију рада, културно укорењене идеје о прогресу и супремацизму, монуметалном архитектуром, опорезивањем, друштвеном зависношћу од пољопривреде и експанзионизам. Историјски гледано, цивилизација је била „напредна” култура за разлику од наводно примитивнијих култура. У том широком смислу, цивилизација је у супротности са нецентрализованим племенским друштвима, чиме су обухваћене културе номадског пасторализма, неолитских друштава или ловаца-сакупљача. Као небројива именица, цивилизација се такође односи на процес друштвеног развоја у централизовану, урбанизовану, стратификовану структуру. Цивилизације су организоване у густо насељеним насеобинама подељеним на хијерархијске друштвене класе са владајућом елитом и потчињеним урбаним и руралним популацијама, које се баве интензивном пољопривредом, рударством, малом привредом и трговином. Цивилизација концентрише моћ, проширујући људску контролу над остатком природе, укључујући и друга људска бића.
Најраније настајање цивилизација генерално је повезано са завршним фазама неолитске револуције, што је довело до релативно брзог процеса урбане револуције и формирања државе, политичког развоја повезаног са појавом владајуће елита. Ранија неолитска технологија и начин живота први су успостављени на Средњем истоку (на пример у Гобекли Тепе, од око 9.130. п. н. е.), а касније на сливовима Жуте реке и Јангцекјанга у Кини (на пример, Пенгдушанска култура од 7.500. п. н. е.), и касније се ширење. Сличне прецивилизацијске „неолитске револуције” су такође независно започеле од 7.000. п. н. е. у таквим местима као што је северозападна Јужна Америка (Норте-Чико цивилизација) и Мезоамерика. Оне су биле међу шест цивилизација широм света које су се независно појавиле. Месопотамија је локација најранијих развоја неолитске револуције од око 10.000 п. н. е, са развојем цивилизације од пре 6.500 година. Ова област је значајна по томе што је „инспирисала неке од најважнијих догађаја у људске историје укључујући проналазак точка, развој писма, математике, астрономије и пољопривреде”.
Цивилизациона урбана револуција заузврат је била зависна од развоја седентизма, доместикације житарица и животиња и развоја животног стила који омогућава економију повећаног обима и акумулацију производних вишкова одређених друштвених сектора. Прелаз са сложених култура на цивилизације, мада је још увек споран, чини се да је повезан са развојем државних структура, у којима је власт додатно монополисана од стране елитне владајуће класе која практикује људско жртвовање. При крају неолитског периода, разне елитистичке халколитне цивилизације су почеле да јављају у разним „колевкама” од периода око 3.300. п. н. е. Халколитне цивилизације, као што су горе дефинисане, су се исто тако развиле у претколумбијским Америкама и, упркос раног старта у Египту, Аксуму и Кушу, и знатно касније у подсахарској Африци гвозденог доба. Колапсу бронзаног доба је следило гвоздено доба око 1.200 п. н. е, током којег су се појавиле многе нове цивилизације, кулминирајући у периоду од 8. до 3. века п. н. е. које немачки психијатар и филозоф Карл Јасперс назива осним добом, и које он тврди је било критична транзициона фаза које је водила у класичне цивилизације. Велика технолошка и културолошка транзиција у модерност почела је око 1500. године у западној Европи, и од тог почетка нови приступи науци и закону брзо се раширили широм света, инкорпорирајући најраније културе у индустријску и технолошку цивилизацију садашњости.

## Дефиниција цивилизације
Дефиниција цивилизације коју даје Вил Дурант је дефинише као друштвени ред који промовише стварање културе. Сачињавају је четири елемента: економија, политичка организација, морална традиција и потрага за знањем и уметношћу. Када је страх превладан, стваралаштво и радозналост су ослобођени и људи су подстакнути природном побудом према разумевању и унапређењу живота.
Физички и биолошки услови су само предуслови цивилизације, они је не сачињавају и не стварају је. Морају бити укључени и фактори психологије. Мора постојати друштвени ред, чак и ако је близак хаосу, као у ренесансној Фиренци или Риму, људи се морају осећати слободно. Мора постојати некакво јединство језика за културну размену. Кроз институције као што су црква, породица, школа и слично мора бити постављена јединствени морални законик, правила игре живота која су препозната чак и од оних који их крше. Можда је неопходно и неко јединство које даје веру у нешто натприродно или утопијанско - што подиже морал од брига према посвећености и даје племенитост и значај без обзира на притисак смртности. И на крају, мора постојати некакво образовање - нека техника, макар и примитивна, потребна за пренос културе. Без обзира да ли се образовање врши кроз опонашање, иницијацију или упутствима, кроз оца и мајку, учитеља или свештеника, наслеђе племена - језик и знање, морал и обичаји, технологија и уметност - морају бити пренети младим нараштајима као инструмент који их претвара из животиња у људе.

## Историја концепта
Реч „цивилизација” потиче од 16. вековне француске речи civilisé („цивилизован”), која је настала из латинске речи civilis („грађански”), што је сродно са civis („грађанин”) и civitas („град”). Основна расправа се може наћи у Норберт Елијасовој Цивилизујућем процесу (1939), који прати друштвене обичаје од средњовековних дворских друштава до раног модерног периода. У Филозофији цивилизације (1923), Алберт Швајцер износи два мишљења: једно чисто материјално и други материјално и етичко. Он је рекао да је светска криза настала јер је човечанство изгубило етичку идеју цивилизације, „свеукупну суму свих људских напредака у свакој сфери деловања и са сваке тачке гледишта у оној мери у којој напредак помаже у духовном усавршавању појединаца као напредак свих напредака”.
Придеви попут „цивилизован” развијени су средином 16. века. Апстрактна именица „цивилизација”, са значењем „цивилизовано стање”, потиче из 1760-их, поново из француског. Прва позната употреба у француском је из 1757, од стране Виктора Рикети Мирабоа, а прва употреба у енглеском се приписује Адаму Фергусону, који је у свом делу Есеј о историји цивилног друштва из 1767. писао, „Не само индивидуални напреци од раног детињства до зрелог доба, већ и саме врсте од непристојности до цивилизације”. Реч је стога кориштена као супротност варварству или дивљаштву, у активној потрази за прогресом карактеристичном за просветитељство.
У касним 1700-тим и раним 1800-тим, током Француске револуције, „цивилизација” је кориштена у једнини, никад у множини, и означавала је напредак целокупног човечанства. То је још увек случај у француском. Употребе речи „цивилизације” као бројиве именице се повремено јављале у 19. веку, што је постало знатно заступљеније у касном 20. веку, понекад само са значем култура (реч која је сама по себи била небројива именица, постала је бројива у контексту етнографије). Једино у овом генерализованом смислу постаје могуће говорити о „средњовековној цивилизацији”, која би у Елијасовом смислу била оксиморон.
Већ у 18. веку, цивилизација није увек сматрана побољшањем. Једна историјски важна дистинкција између културе и цивилизације потиче из дела Русоа, нарочито његовог рада о образовању, „Емил”. Овде, цивилизација, будући да је више рационална и друштвено управљена, није у потпуности у складу са људском природом, а „људска целовитост се може постићи само кроз опоравак или приближавање изворном предискурзивном или прерационалном природном јединству” (види племенити дивљак). Из овога је развијен нови приступ, посебно у Немачкој, прво доприносом Јохана Готфрида фон Хердера, а касније и филозофа као што су Киркегор и Ниче. Овим се културе посматрају као природни организми, који нису дефинисани „свесним, рационалним, промишљеним делима”, већ врстом прерационалног „народног духа”. Цивилизација је, за разлику од тога, иако рационалнија и успешнија у погледу материјалног напретка, неприродна и доводи до „порока друштвеног живота”, као што су преваре, лицемерје, завист и похлепа. У Другом светском рату, Лео Штраус, избегавши из Немачке, аргументовао је у Њујорку да по његовом мишљењу цивилизација стоји иза нацизма и немачког милитаризма и нихилизма.

## Галерија
- Примери цивилизација
- Акропољ у Грчкој, директно је утицао на архитектуру и инжењеринг западних, исламских и исторчних цивилизација све до данашњег дана, 2400 година након изградње
- Храм Баалбеку у Либану приказује религиозне и архитектонске стилове неких од светских најутицајнијих цивилизација укључујући феничанску, вавилонску, персијску, грчку, римску, византијску и арапску
- Римски форум у Риму, Италија, политички, економски, културни и религиозни центар античке Римске цивилизације, током републике и касније царства, његове руине су још увек видне данас у модерном Риму
- Док је Велики кинески зид био изграђен ради заштите древних Кинеских држава и царстава против рација и инвазија номадских група, током хиљада година у региону Кине он је исто тако био дом многих утицајних цивилизација
- Вирупакша храм у Хампију у Индији. Регион Индије је дом и центар великих религија као што су хиндуизам, будизам, ђаинизам и сикизам и извршио је утицај на друге културе и цивилизације, посебно у Азији.